# Hermannia cordata
Hermannia cordata är en malvaväxtart som först beskrevs av Edwin Percy Phillips, och fick sitt nu gällande namn av B. de Winter. Hermannia cordata ingår i släktet Hermannia och familjen malvaväxter. Inga underarter finns listade i Catalogue of Life.